# کوبیاکوو
کوبیاکوو (انگلیسی: Kubyakovo) یک شهرک در شهرستان اوچالینسکی استان باشقیرستان کشور روسیه است.